# 晋穆侯攻戎之战
晋穆侯攻戎之战，是指晋国攻打戎狄的戰爭。
晋国在今山西西南部，那里原来是戎狄游牧区域。周宣王二十三年（前805年），游牧在今山西省运城市中条山北鸣条岗一带条戎侵扰晋国，晋穆侯率军反击。周宣王二十六年（前802年），晋国大军与戎人在千亩（今山西省介休市南）交战，获胜。周宣王三十八年（前790年），晋军在汾隰（今山西省襄汾县以北洪洞县以南汾河两岸）击败北戎。晋国配合了西周王朝周宣王征服北方戎狄的战略意图。